# Aachener Stadtbetrieb
Der Aachener Stadtbetrieb ist der kommunale Dienstleister der Stadt Aachen. Er nimmt Aufgaben wahr, die zu den klassischen Aufgaben von Stadtwerken gehören. Konkret sind seine Aufgaben Abfallwirtschaft, Stadtreinigung, Straßenunterhaltung, Winterdienst, Friedhöfe und Grünflächen. Seine Rechtsform ist: Eigenbetriebsähnliche Einrichtung.
Entstanden ist er aus den Zusammenschluss des Grünflächenamtes und des Amtes für Abfallwirtschaft zum 1. Januar 1999.
Der Aachener Stadtbetrieb bildet folgende Berufe aus: Bürokaufmann und Bürokauffrau, Gärtner und Straßenbauer.

## Andere stadteigene Betriebe
Der öffentliche Nahverkehr in Aachen in Form von Bussen betreibt die getrennte privatrechtliche ASEAG, die Versorgung mit Gas, Fernwärme, Wasser und Strom betreibt die ebenfalls getrennte privatrechtliche STAWAG. Beide Gesellschaften sind über die Energieversorgungs- und Verkehrsgesellschaft mbH Aachen, der Holdinggesellschaft der Stadt Aachen vollständig im städtischen Eigentum.